# Sinopec
Sinopec Limited, або China Petroleum & Chemical Corporation (кит.: 中国石油化工股份有限公司) — китайська інтегрована енергетична і хімічна компанія. Найбільша компанія КНР, акції якої котируються на біржі (по виручці в 2006). Друга за обсягами видобутку нафтогазова компанія країни (після PetroChina).
Має лістинг акцій на Гонконгській фондовій біржі, а також у Шанхаї. Мережа АЗС компанії налічує понад 30 тис. по всьому Китаю.
За рейтингом оцінки компаній Forbes Global 2000 журналу Форбс Sinopec станом на травень 2013 посідала 26 місце у світі.
У 2023 році НАЗК внесло компанію до переліку міжнародних спонсорів війни. Причиною стало те, що компанія продовжила роботу на ринку Росії після російського повномасштабного вторгнення в Україну.